# Karl Dönitz
Karl Dönitz (Berlin-Grünau, 16. rujna 1891. – Aumühle, 24. prosinca 1980.) bio je zapovjednik podmornice u Prvom svjetskom ratu, u Drugom svjetskom ratu zapovjednik podmorničke flote i admiral flote, a nakon samoubojstva Adolfa Hitlera postao je posljednji predsjednik Trećeg Reicha.

## Rani život
Karl Dönitz je rođen u mjestu Grünau kraj Berlina 16. rujna 1891. godine. Njegov otac, Emil Dönitz, je bio inženjer optike. Gimnaziju završava 1910. godine u Weimaru. Školovanje nastavlja u vojno-pomorskim školama. Od 1. travnja 1910. godine do 31. ožujka 1911. godine stažira na krstarici SMS Hertha. 1. listopada 1912. godine službeno stupa u Njemačku ratnu mornaricu na lakoj krstarici SMS Breslau. Prije početka Prvog svjetskog rata laka krstarica Breslau i bojni krstaš SMS Goeben poslani su na Sredozemno more gdje su formirali Njemačku sredozemnu eskadru.

## Prvi svjetski rat
Na početku Prvog svjetskog rata Goeben i Breslau su pod zapovjedništvom admirala Wilhelma Souchona djelovali u Sredozemnom i Crnom moru. Ti su brodovi kasnije predani Turskoj ratnoj mornarici, dok je njemačka posada zadržana.
Laka krstarica Breslau je uspješno krstarila Crnim morem sve do srpnja 1915. godine, kada je naišla na morsku minu. Za vrijeme remonta broda Dönitz je u službi u zrakoplovstvu kao repni strijelac i izviđač.
U prosincu 1916. godine Dönitz se vraća u Njemačku gdje završava podmornički tečaj za časnike. Od 17. siječnja 1917. godine je na službi kao torpedni časnik na podmornici U-39. 28. veljače 1918. godine postaje zapovjednikom stare podmornice UC-27. Djelujući u Sredozemnom moru prvo potapa transportni parobrod, a nakon toga talijanski trgovački brod težine 5000 tona. U rujnu 1918. godine preuzima zapovjedništvo nad novom podmornicom UB-68. Prilikom napada na jedan saveznički konvoj 4. listopada 1918. godine potapa transportni brod od 3.883 tone, no zbog mehaničke greške na podmornici, Dönitz je potopio svoju podmornicu i s posadom ga zarobljavaju engleski mornari.
Nakon zarobljаvanja Dönitz se nalazio u logoru za vojne zarobljenike. U srpnju 1919. godine vraća se u Njemačku i prijavljuje u ratnu mornaricu. Odlikovan je Željeznim križom I. i II. reda.

## Međuratno razdoblje
Po uvjetima Versajskog mirovnog sporazuma, Njemačkoj je zabranjeno posjedovanje podmornica i 1. ožujka 1920. godine Dönitz je postavljen za zapovjednika torpiljarke T-157. Od 1923. godine je u inspekciji za minsko-torpedno oružje u Kielu. Sudjelovao je u razradi novog plana dubinske bombe. Na jesen 1924. godine je prebačen u ratnu mornaricu, gdje sudjeluje u izradi novog vojno-pomorskog zakona. Nakon jednog skandala prebačen je na zastarjelu laku krstaricu koja se nalazila u Baltičkom moru. Krajem 1930. godine Dönitz je premješten u stožer na Sjevernom moru, gdje mu je glavni posao bio unutarnja sigurnost i borba protiv komunističke ideologije u floti.
Nakon dolaska NSDAP-a i nacista na vlast 1933. godine, Dönitz postaje kapetan fregate. Tijekom 1933./1934. izvršava podužu međunarodnu plovidbu, posjetivši Maltu, Indiju, Šri Lanku, Javu, Singapur i druge države i otoke. Kako bi usavršio engleski jezik, Dönitz je 1934. godine poslan u Veliku Britaniju. Po povratku iz Velike Britanije, 1. listopada 1934. godine preuzima zapovjedništvo nad jednom lakom krstaricom. 1. veljače 1935. godine Adolf Hitler izdaje naredbu da se krene s izgradnjom podmornica, a u ožujku jednostrano objavljuje prestanak poštovanja uvjeta zadanih Versajskim ugovorom.
Karl Dönitz je bio jedan od malobrojnih viših časnika u floti privrženih nacistima. Kad god je držao govore mladim mornarima obvezno je spominjao i Hitlera i to u pozitivnom smislu. Pred publikom u Berlinu je izjavio da Hitler može sve predvidjeti i nikad ne pravi pogrešnu procjenu situacije kao i da su ostali ljudi naspram njega samo obični crvi. S druge strane, Führer je imao neograničeno povjerenje u Dönitza. 6. lipnja 1935. godine Dönitz je postavljen za zapovjednika tek osnovane podmorničke flote. Vrhovno zapovjedništvo ratne mornarice, a i sam admiral Erich Raeder, se nisu miješali u poslove oko podmorničke flote i dali su Dönitzu potpunu slobodu djelovanja. Na mjestu zapovjednika podmorničke flote on je bio odgovoran za taktiku napada podmornica, posebno na uvježbavanju posada za grupne napade. Do početka Drugog svjetskog rata Dönitz je uspio stvoriti relativno jaku podmorničku flotu s dobro uvježbanim posadama. Između Raedera i Dönitza je došlo do konflikta pošto je Dönitz tvrdio da se budući pomorski rat može dobiti samo s velikim brojem podmornica bez upotrebe većih površinskih brodova, što je Raeder negirao.

### Broj podmornica po državama (1. rujna1939.)
| Država                 | Broj |
| ---------------------- | ---- |
| Treći Reich            | 57   |
| Francuska              | 78   |
| Ujedinjeno Kraljevstvo | 58   |
| Kraljevina Italija     | 106  |
| Japan                  | 60   |
| SSSR                   | 150  |
| Poljska                | 5    |
| Kraljevina Jugoslavija | 4    |
| Kraljevina Grčka       | 6    |
| Nizozemska             | 21   |
| SAD                    | 98   |

## Drugi svjetski rat
Na početku Drugoga svjetskoga rata, Dönitz je imao na raspolaganju samo 57 podmornica od kojih su 22 bile sposobne za ratovanje na Atlantskom oceanu. Podmornice su započele rat uspješno i samo u prvom mjesecu rata potopile su savezničke brodove težine 175.000 tona. Karl Dönitz osobno je napravio plan uspjele operacije prodora u glavnu britansku mornaričku bazu Scapa Flow, gdje je podmornica U-47 pod zapovjedništvom Günthera Priena potopila bojni brod HMS Royal Oak. Izrazio je neslaganje prilikom izrade plana za napad na Norvešku, smatrajući da je osnovna uloga podmorničke flote napad na trgovačke brodove na glavnim pomorskim putevima, a ne čekanje u blizini norveške obale. Dana 21. travnja 1940. godine odlikovan je Viteškim križem. Nakon kapitulacije Francuske, Dönitz dobiva baze za podmornice na njezinoj obali. Tonaža potopljenih brodova počela je rasti i dostigla 353.407 tona do listopada 1940. godine. U kolovozu 1940. godine, radi lakšeg zapovjedanja, Dönitz premješta svoj stožer u Pariz. Pred kraj 1940. godine njemačke podmornice su praktično postavile Veliku Britaniju u bezizlazan položaj: tonaža potopljenih brodova nadvisivala je tonažu novonapravljenih brodova. Dönitz je do kraja 1940. uspio povećati izgradnju podmornica od 2 na 6 mjesečno.
Karl Dönitz je uživao veliku popularnost među podmorničarima. Osobno je dočekivao svaku podmornicu koja se vraćala u bazu i pozdravljao i razgovarao s posadom, a također je uredio za podmorničare najbolje smještaje za odmor i spavanje. Među časnicima podmorničke flote Dönitz je imao nadimke "Papa Karl" i "Lav".
Tijekom 1941. godine njemačka podmornička flota postigla je ogroman uspjeh (preko 3.000.000 tona potopljenih brodova) i postavila Veliku Britaniju pred najveće iskušenje. Nakon ulaska Sjedinjenih Američkih Država u rat, Dönitz 15. siječnja 1942. godine izdaje zapovijed da se potapaju i američki brodovi. Samo u siječnju 1942. godine potopljena su 303 broda s 330.000 tona težine. Nakon ostavke admirala Raedera, uz podršku Alberta Speera i Hitlerovog vojnopomorskog ađutanta, 30. siječnja 1943. godine Dönitz postaje zapovjednik Kriegsmarinea (Oberbefehlshaber der Kriegsmarine).
Po dolasku na čelo flote proveo je čistku u stožeru svih viših časnika koji su bili Raederovi istomišljenici. Dönitz se suprotstavio Hitleru, kada je htio rasformirati flotu površinskih brodova (odluka se odnosila samo na velike površinske brodove). Iako je postao admiral flote, prioritet mu je i dalje ostao zapovjedništvo nad podmorničkom flotom. Početkom 1943. godine podmornice su ponovo zabilježile velike uspjehe potopivši savezničke brodove u težini od 627.000 tona. 6. travnja 1943. godine dobiva hrastovo lišće za Viteški križ. Međutim već sljedećeg mjeseca situacija u borbi za Atlantik se preokrenula u korist Saveznika. U svibnju Saveznici povećavaju aktivnost u borbi protiv podmornica i tog mjeseca uspijevaju uništiti čak 41 njemačku podmornicu. Gubitci u svibnju natjerali su admirala Dönitza da povuče svoje podmornice sa središnjeg Alantika. U periodu lipanj-kolovoz situacija je ostala ista, pri potapanju 60 savezničkih brodova Nijemci su izgubili 79 podmornica. Nakon Savezničkog desanta na obale Francuske, Dönitz je pripremio nekoliko podmorničkih napada na brodove u La Mancheu u kojima je potopljeno 5 eskortnih brodova, 12 velikih transportnih brodova i 4 desantna broda uz gubitak od 82 podmornice. Krajnja bilanca rata za Atlantik bio je poraz njemačkih podmornica. Od 820 podmornica koje su djelovale na Atlantiku u periodu od 1939. do 1945. godine uništeno je 784 podmornica, a od 39.000 podmorničara poginulo ih je skoro 32.000.  19. travnja Dönitz evakuira svoj stožer iz Berlina, a 20. travnja posjećuje Hitlera da mu čestita 56. rođendan. Führer, prije nego što si je oduzeo život 29. travnja 1945. godine, postavlja Dönitza za svoga zamjenika na mjestu predsjednika Reicha i zapovjednika vojske. Dönitz 2. svibnja 1945. godine premješta svoj ured u zgrade vojnopomorske škole u Flensburgu. Jedan od razloga zašto je svoju novu kancelariju predsjednika postavio čak u Flensburgu je taj što su mu osiguranje davale mornaričke jedinice (Dönitz se plašio udara SS-a ili Luftwaffea). Istoga dana (2. svibnja 1945.) novi vođa Reicha formira novi kabinet na čelu s von Krosigkom.
U uvjetima neizbježne kapitulacije Reicha, Dönitz se trudio sklopiti primirje sa zapadnim Saveznicima i da izvuče što veći broj stanovništva s teritorija kojeg će zauzeti sovjetska vojska. Dana 8. svibnja 1945. godine preko radija je objavljena opća kapitulacija Njemačke.

## Nürnberški proces i smrt
Nakon točno 23 dana provedenih na čelu Njemačke, Dönitza i cijelu vladu su 23. svibnja 1945. godine uhitile britanske vojne vlasti. U svojstvu glavnog vojnog zapovjednika Dönitz je izveden pred Međunarodni vojni sud u Nürnbergu. Optužbe protiv sebe komentarao je riječima: "Nijedna od teza optužbe me ne dodiruje. Tipičan američki humor". Sud je odlučio da je odgovoran za izgradnju i pripremu njemačke podmorničke flote, no nije mu suđeno za pripreme i započinjanje neograničenog podmorničkog rata. Oprošteno mu je i to što je naredio da se pobiju svi protivnički vojnici koji bi preživjeli potapanje svog broda. Dönitz je proglašen krivim po 2. točki (zločin protiv mira) i 3. točki (ratni zločin) i osuđen na deset godina zatvora. Zatvorsku kaznu je odslužio u zatvoru Spandau. Sa sobom je uvijek nosio kovertu s pismima koja je dobivao od savezničkih pomorskih časnika, koji su mu pisali, izražavajući simpatije i razumijevanje za njega. Na slobodu je pušten 1. listopada 1956. godine i uskoro mu je vlada Zapadne Njemačke odobrila admiralsku mirovinu. Dönitz je autor nekoliko knjiga o povijesti Drugog svjetskog rata a napisao je i memoare ("Mein wechselvolles Leben").
Umro je od srčanog udara u 89. godini, 24. prosinca 1980. godine, a pokopan je u Aumühleu (pokraj Hamburga) 6. siječnja 1981. godine.

## Poslijeratna recepcija
U siječnju 1945. godine je Kriegsmarine pod zapovjedništvom Karla Dönitza organizirala evakuaciju oko 250.000 ranjenih vojnika i civila s područja istočne Pruske. Time je Karl Dönitz zadobilo simpatije širih krugova njemačke javnosti koje su prisutne još i danas.

## Kontroverze
1958. godine došlo je do skandala kada je vojni stručnjak SPD-a Fritz Beermann na konferenciji za oficire Bundeswehra govorio o tradiciji njemačke mornarice te izložio da radije suosjeća s Maxom Reichpietschom i Albinom Köbisom (pogubljenim pobunjenim pomorcima u Prvom svjetskom ratu) nego s Dönitzom i Raederom. Prisutni mornarički časnici tada su demonstrativno napustili dvoranu.
1963. godine Karl Dönitz je u Otto-Hahn gimnaziji u Geesthachtu (okolica Hamburga) održao svoj prvi i jedini javni nastup nakon završetka rata. Njemački kao i svjetski mediji popratili su taj događaj s izuzetno negativnim kritikama. Isti je rezultirao samoubojstvom ravnatelja gimnazije.

## Nadnevci promaknuća
(u zagradi su ekvivalenti činova u Hrvatskoj ratnoj mornarici)
- Fähnrich zur See (poručnik korvete): 15. travnja 1911.
- Leutnant zur See (poručnik fregate): 27. rujna 1913.
- Oberleutnant zur See (/): 22. ožujka 1916.
- Kapitänleutnant (poručnik bojnog broda): 1. siječnja 1921.
- Korvettenkapitän (kapetan korvete): 1. studenoga 1928.

- Fregattenkapitän (kapeta fregate): 1. listopada 1933.
- Kapitän zur See (kapetan bojnog broda): 1. listopada 1935.
- Kommodore (komodor): 28. siječnja 1939.
- Konteradmiral (kontraadmiral): 1. listopada 1939.
- Vizadmiral (viceadmiral): 1. rujna 1940.
- Admiral (admiral): 14. ožujka 1942.
- Großadmiral (admiral flote): 30. siječnja 1943.